# Station Štítary
Station Štítary is een spoorwegstation in de buurtschap Štítary in de Tsjechische gemeente Krásná. Het station ligt aan spoorlijn 148. Het station wordt beheerd door de nationale spoorwegonderneming České dráhy in samenwerking met de Staatsorganisatie voor spoorweginfrastructuur (SŽDC). Bij station Štítary vindt geen verkoop van treinkaartjes plaats, tickets dienen in de trein aangeschaft te worden.
Cheb ↔ Františkovy Lázně-Aquaforum ↔ Františkovy Lázně ( ↔ aftakking: Tršnice) ↔ Františkovy Lázně-Seníky ↔ Vojtanov obec ↔ Hazlov ↔ Aš ↔ Aš město ↔ Aš předměstí ↔ Štítary ↔ Podhradí ↔ Studánka ↔ Hranice v Čechách